# Újezd u Kasejovic
Újezd u Kasejovic je malá vesnice, část města Kasejovice v okrese Plzeň-jih v Plzeňském kraji. Nachází se asi 1,5 kilometru severně od Kasejovic. Újezd u Kasejovic je také název katastrálního území o rozloze 4,04 km².

## Historie
První písemná zmínka o vesnici pochází z roku 1381.

## Obyvatelstvo
| Rok            | 1869 | 1880 | 1890 | 1900 | 1910 | 1921 | 1930 | 1950 | 1961 | 1970 | 1980 | 1991 | 2001 | 2011 | 2021 |
| -------------- | ---- | ---- | ---- | ---- | ---- | ---- | ---- | ---- | ---- | ---- | ---- | ---- | ---- | ---- | ---- |
| Počet obyvatel | 320  | 320  | 280  | 284  | 292  | 273  | 238  | 169  | 161  | 143  | 117  | 84   | 74   | 54   | 58   |
| Počet domů     | 51   | 50   | 51   | 50   | 50   | 48   | 44   | 45   | 42   | 42   | 35   | 37   | 38   | 38   | 40   |

## Obecní správa
Při sčítání lidu v letech 1850–1963 Újezd u Kasejovic byl samostatnou obcí v okrese Blatná. Od roku 1964 je částí města Kasejovice v okrese Plzeň-jih.

## Další fotografie

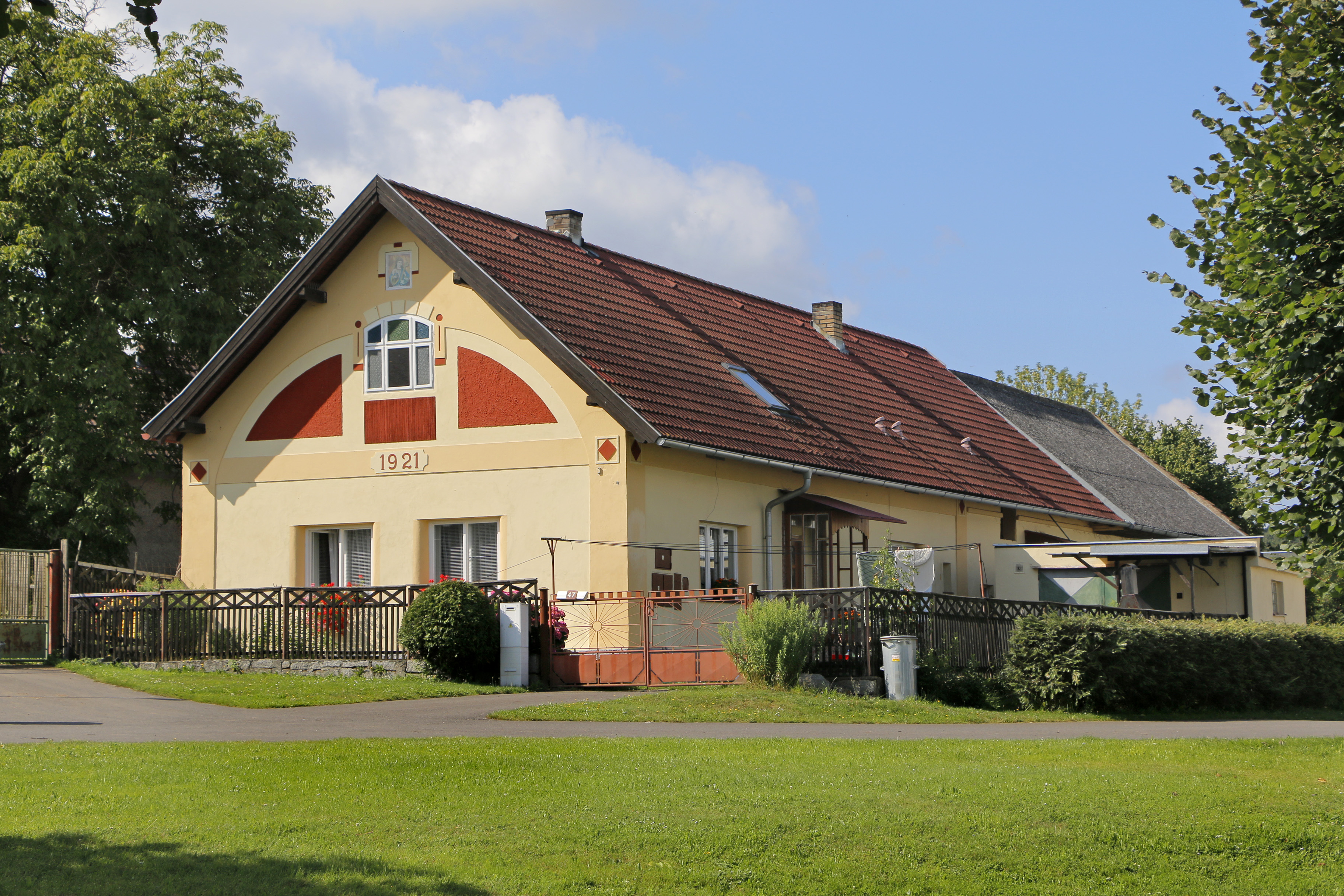
Dům čp. 47
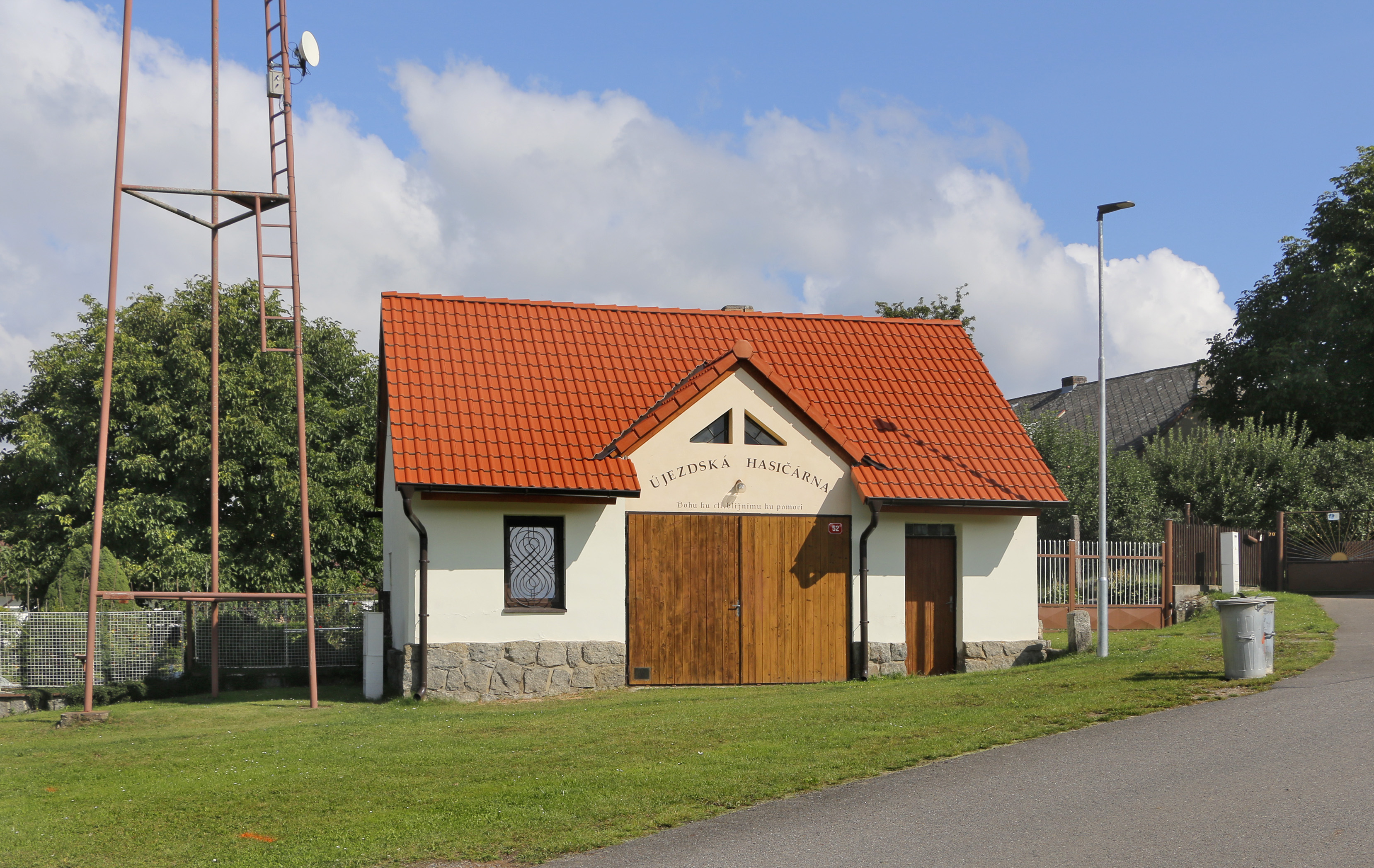
Bývalá hasičárna
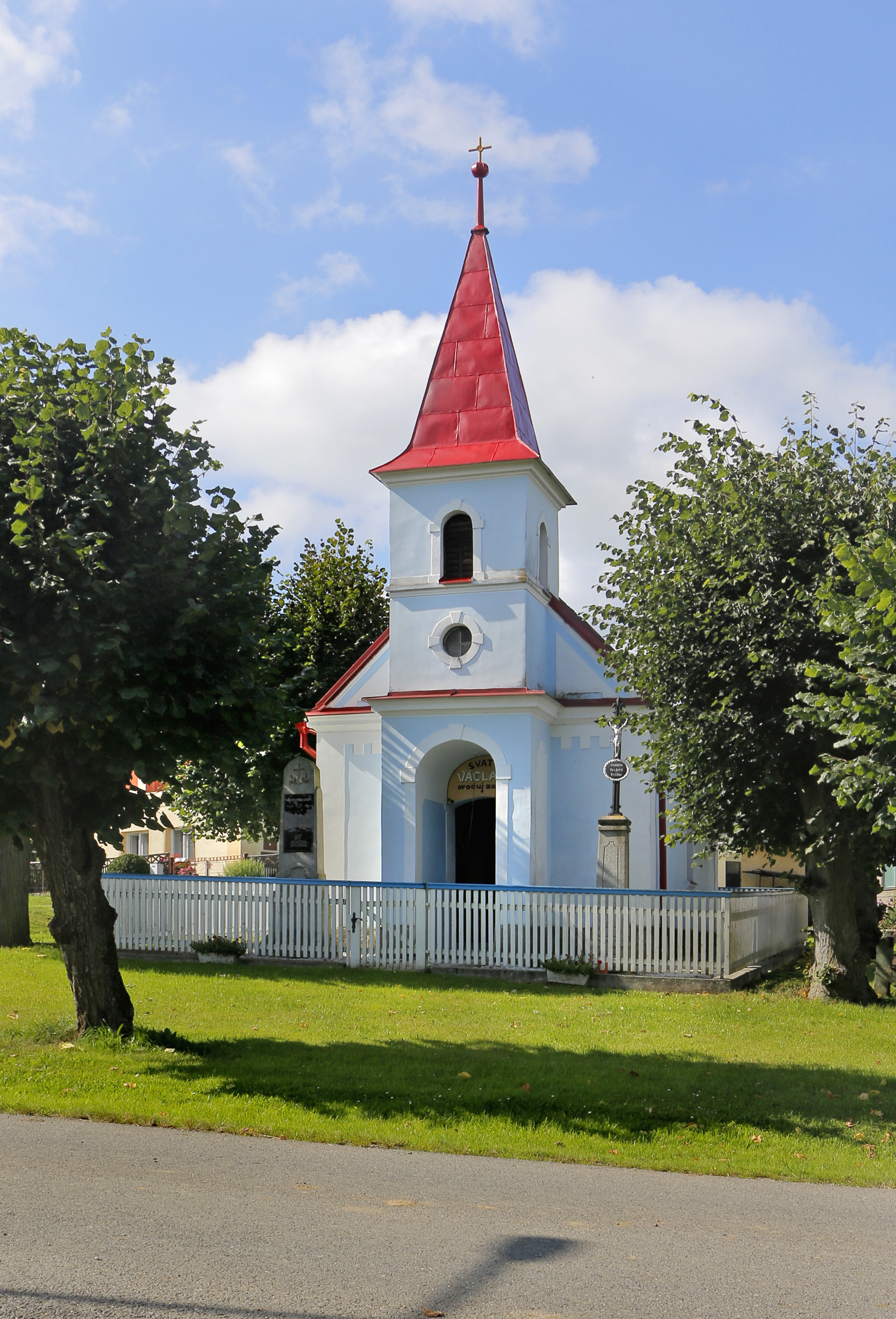
Kaple na návsi
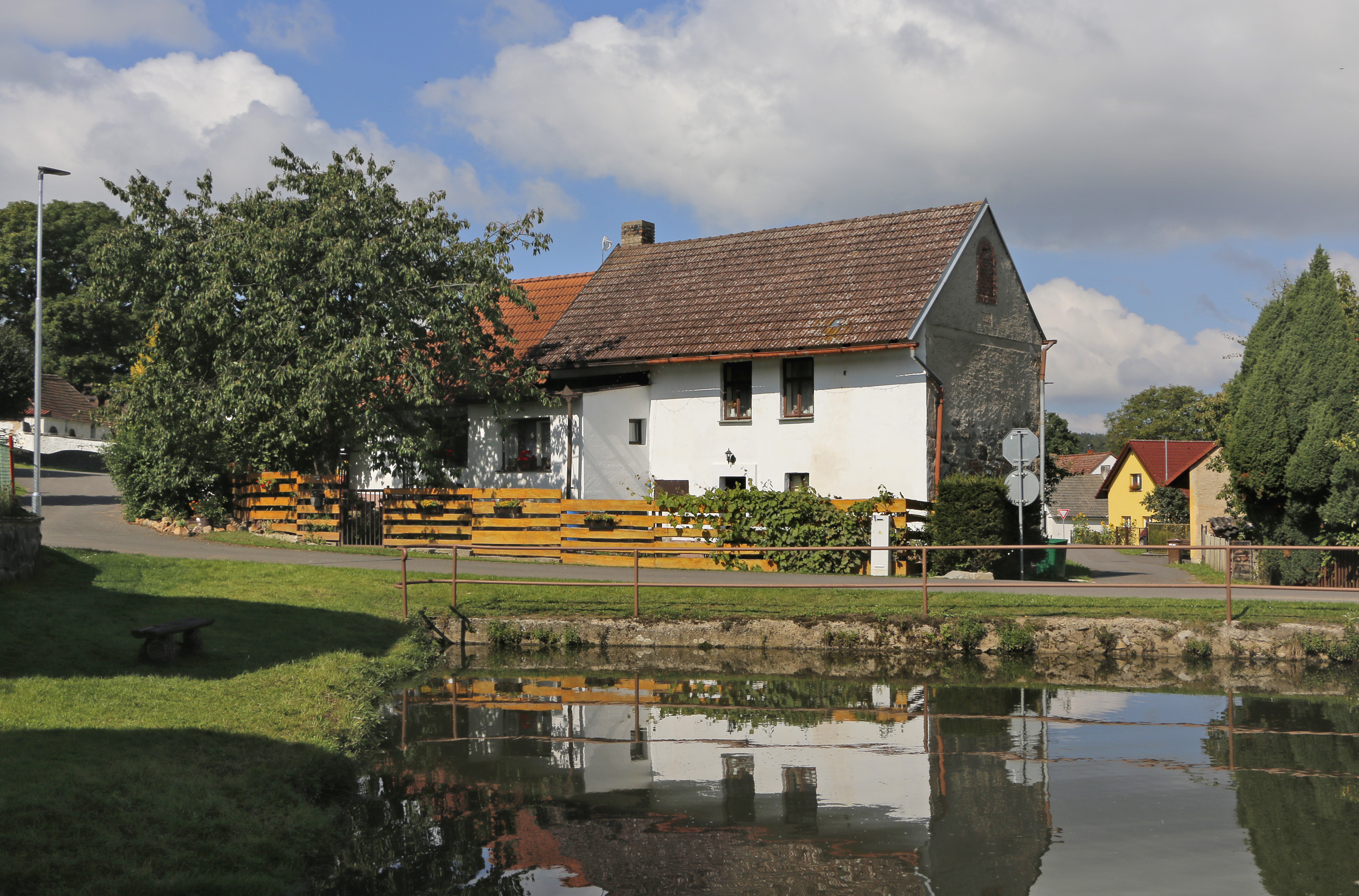
Rybník pod návsí